# Кишеньці (Диканський район)
Кишеньці — колишнє село в Україні.
Підпорядковувалося Байрацькій сільській раді Диканського району Полтавської області. 
На Військово-топографічній карті 1863-1878 років на місці села Кишеньці позначено лише декілька окремих дворів, а хутір Кишеньці (у оригіналі на карті Кишинцы), що дав назву селу, розташовувався приблизно за 1 км на південний захід. 
На карті 1987 р. позначене як нежитлове, мало підковоподібну форму, вздовж вулиці розташовувалося декілька окремих обійсть. Також карта фіксує у вже покинутому селі молочно-товарну ферму з водогінною баштою.
11 липня 1990 року рішенням Полтавської обласної ради село зняте з обліку. 